# Japanischer Liguster
Der Japanische Liguster (Ligustrum japonicum) ist ein kleiner Strauch aus der Familie der Ölbaumgewächse. Sein Verbreitungsgebiet liegt in Japan, Korea und Taiwan.

## Beschreibung

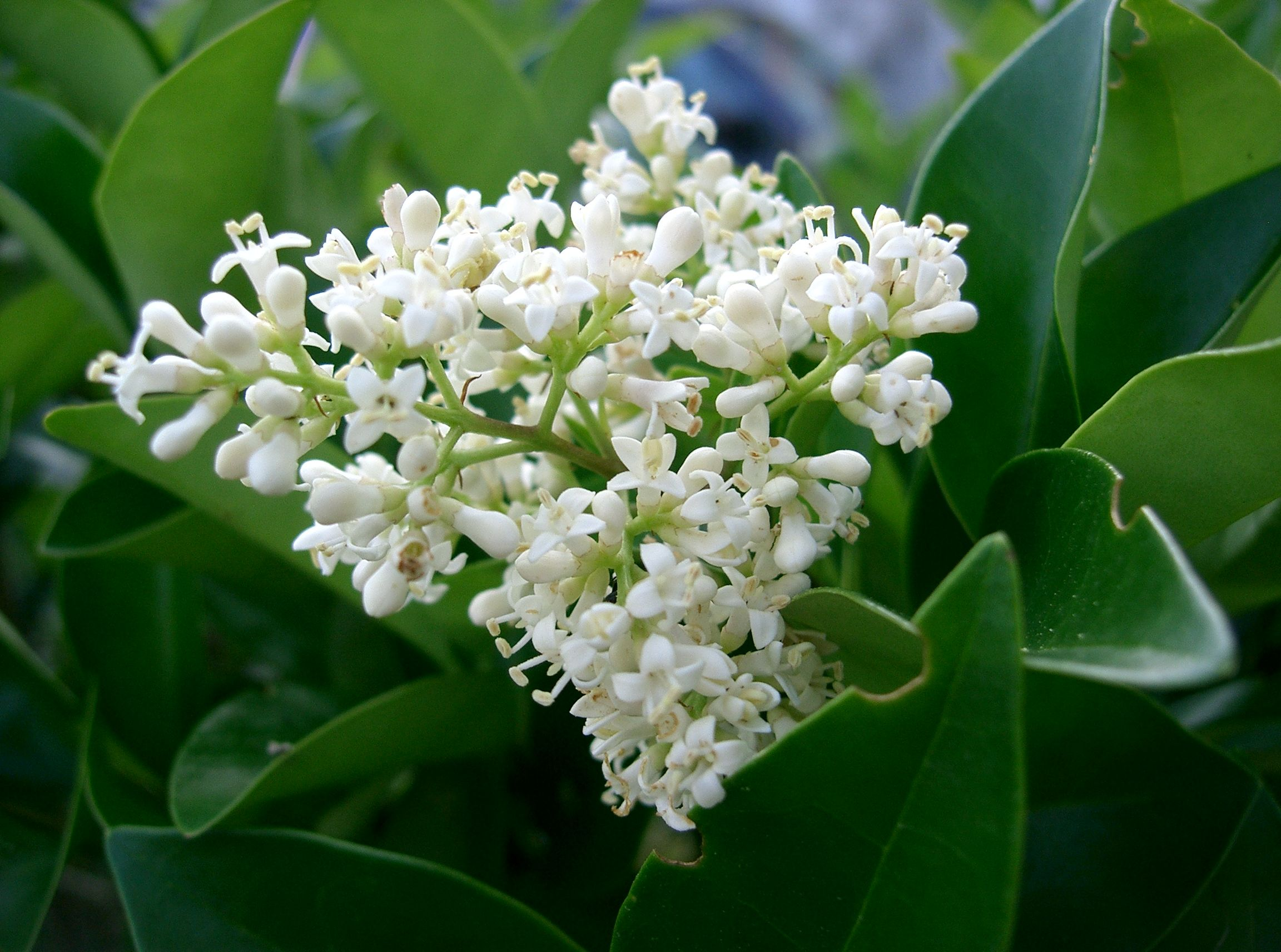
Blütenstand

Der Japanische Liguster ist ein immergrüner, buschiger, 1 bis 3 selten bis 6 Meter hoher Strauch mit dichtem Wuchs und fein dunkel behaarten jungen Trieben, die später verkahlen. Die Zweige sind mit Korkporen bedeckt. Die Blätter sind einfach. Die Blattspreite ist ledrig, 4 bis 8 Zentimeter lang, breit eiförmig bis länglich eiförmig, kurz zugespitzt, spitz oder stumpf mit meist abgerundeter Basis. Die Blattoberseite ist dunkelgrün, die Unterseite blassgrün. Rand und Mittelnerv sind oft gerötet. Je Blatt werden vier bis fünf Nervenpaare gebildet.
Die Blüten stehen zu 200 bis 600 in 6 bis 15 Zentimeter langen, kegelförmigen Rispen. Die Staubblätter reichen nicht über die Blütenkrone. Die Früchte sind schwarze, berrenartige Steinfrüchte. Die Art blüht von Juli bis September.

## Verbreitung und Ökologie
Das natürliche Verbreitungsgebiet liegt in der gemäßigten Zone Asiens auf den japanischen Inseln Honshū, Kyushu, Shikoku und den Ryūkyū-Inseln, in Südkorea und Taiwan. Dort wächst er in artenarmen Wäldern auf trockenen bis frischen, sauren bis schwach alkalischen, sandig-humosen Böden an halbschattigen Standorten. Die Art ist meist frosthart.

## Systematik und Forschungsgeschichte
Der Japanische Liguster (Ligustrum japonicum) ist eine Art aus der Gattung der Liguster (Ligustrum) in der Familie der Ölbaumgewächse (Oleaceae), Tribus Oleeae. Er wurde von Carl Peter Thunberg im Jahr 1780 erstbeschrieben. Ein Synonym der Art ist Ligustrum coriaceum Carrière.

## Verwendung

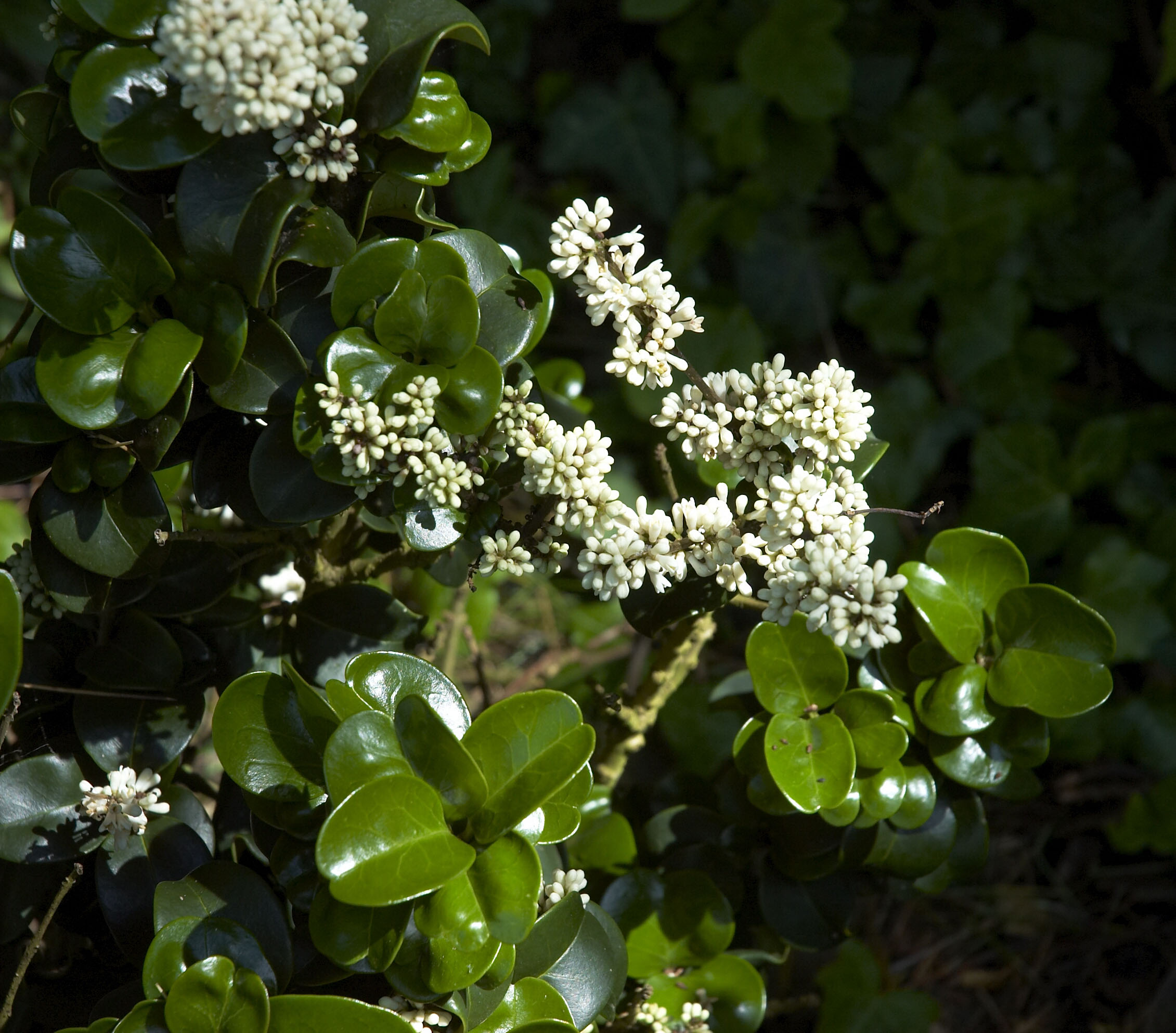
Kultivar 'Rotundifolium'

Der Japanische Liguster wird aufgrund seiner dekorativen Blüten als Ziergehölz genutzt. Es existieren mehrere Sorten, darunter der Kultivar 'Rotundifolium' mit dicken, rundlichen Blättern.

## Nachweise